# Bergnyala
De bergnyala (Tragelaphus buxtoni) is een zoogdier uit de familie van de holhoornigen (Bovidae). De wetenschappelijke naam van de soort werd voor het eerst geldig gepubliceerd door Lydekker in 1910.

## Kenmerken
Het stugge vachthaar is licht bruingrijs met witte vlekken op de dijen. De keel is eveneens wit. De hoorns zijn spiraalvormig. De schofthoogte varieert van 125 tot 135 cm.

## Leefwijze
Normaal voedt het dier zich met gras, maar zijn voorkeur gaat toch uit naar diverse soorten bladeren van bomen, heesters en struiken. Overdag houdt het dier zich schuil en gaat voornamelijk in de ochtend- en avondschemering op voedselzoektocht.

## Verspreiding en leefgebied
De soort komt voor op de hoogvlakten van Ethiopië op hoogten van 2500 tot 4000 meter.